# 김형준 (1948년)
김형준(金炯俊, 1948년 4월 17일 ~ )은 대한민국의 기업인이며, 제4대 대구광역시의원이다.

## 학력
- 다사중학교 졸업
- 대륜고등학교 중퇴
- 한남정보고등학교 졸업
- 계명대학교 경영학과 1년 중퇴
- 5년제 한국방송통신대학교 행정학과 학사 졸업

### 비학위 수료
- 경북대학교 경영대학원 경영학 석사 수료

## 경력
- 키와니스 대구 새천년클럽 회장
- 직장 새마을 달서구 협의회 부회장
- 영남자동차상사 대표
- 월성종합사회복지관 후원회 회장
- 새마을 교통 봉사회 후원회장
- 대구자동차 매매사업조합 이사장
- 2002.07 ~ 2006.06 제4대 대구광역시의회 의원
- 제4대 대구광역시의회 경제교통위원회 위원
- 제4대 대구광역시의회 운영위원회 위원
- 제4대 대구광역시의회 예산결산특별위원회 위원

## 수상
- 대구직할시장상
- 교통부장관상
- 새마을 포장증
- 내무부장관상
- 복지부장관상

## 저서
- 돌도 아니고 흙도 아니면서
- 놋그릇을 닦으면서

## 역대 선거 결과
|  | 8.25% |

|  | 16.34% |